# آلباتروس دی۲
آلباتروس دی۲ (به انگلیسی: Albatros_D.II) یک هواگرد از نوع هواپیمای جنگنده ساخت شرکت آلباتروس فلوکتسایک‌ورک در آلمان است. این هواگرد در سال ۱۹۱۶ میلادی رسماً معرفی گردید. در مجموع، تعداد ۲۹۱ فروند از این هواگرد ساخته شده‌است.
طراح این هواگرد، رابرت تیلن مهندس آلمانی بود.